# Sender der europäischen Revolution
Der Sender der europäischen Revolution (SER) war ein unabhängiger sozialistischer Hörfunksender in London, der vom 7. Oktober 1940 bis zum 22. Juni 1942 auf dem 31 Meterband linke sozialdemokratische Themen, die einen Bezug zu Deutschland hatten,  weitgehend unzensiert über den Rundfunk verbreitete. Er wird eher als grauer, denn als schwarzer Propagandasender eingestuft, da er nicht versuchte, seiner Hörerschaft einzureden, er sende von Deutschland aus.
Eröffnet wurde der Sender mit folgenden Worten:
Hier spricht der Sender der Europäischen Revolution!
Wir sprechen für alle, die zum Schweigen verdammt sind!
Wir rufen die Massen zur politischen und sozialen Revolution!
Wir kämpfen für ein Europa des Friedens!

## Relevanz und Rezeption
Der SER war eine Art Sender-Experiment, das eine Zeit lang parallel zum deutschen Dienst der BBC Bestand hatte, aber nie dessen Relevanz erreichte. Dazu war er weder aktuell genug noch professionell genug aufgestellt. Er sendete Nachrichten und Kommentare, die sich an Werktätige in Nazi-Deutschland richtete. In seinen Sendungen wurde die politische und militärische Lage im Dritten Reich unter sozialen Aspekten propagandistisch beleuchtet und die arbeitende Bevölkerung Deutschlands zu zersetzenden Widerstandshandlungen, wie langsam arbeiten, Chaos stiften bis hin zur Durchführung von Sabotage- und Zerstörungsaktionen aufgefordert. Die Sendungen propagierten nicht nur den Sturz Hitlers, sie setzten sich auch für ein geeintes Europa unter Führung der Arbeiterklasse ein.
Das Programm des SER wurde von verschiedenen Widerstandsgruppen auf deutschem Boden abgehört, die mitnotierte Inhalte und Texte auf Flugblättern weiter verbreiteten.

## Senderhistorie

### Vorgeschichte
Seit dem 27. September 1938 strahlte das Political Intelligence Department (PID), eine Geheimabteilung des Außenministeriums, über die British Broadcasting Corporation (BBC) Sendungen in deutscher Sprache aus, darunter auch sogenannte Arbeitersendungen.
Da die britische Regierung bei Kriegsbeginn über keine zentrale Propagandabehörde verfügte, wurde neben dem PID eine Geheimorganisation unter der Bezeichnung Department of Propaganda in Enemy Countries installiert. In Anlehnung an dessen  damalige Adresse im Electra House am Ufer der Themse wurde es abgekürzt EH genannt.
Von Beginn an bestanden Kompetenzstreitigkeiten zwischen EH und der BBC. In der Folge wechselte das EH zwischen Februar 1939 und Sommer 1940 dreimal seine Zuordnung zwischen dem Informations- und dem Außenministerium.
Im März und April 1939 wurden maßgeblichen Stellen der britischen Regierung Vorschläge unterbreitet, die seitens der Internationalen Transportarbeiter-Föderation (ITF) durch Walter Auerbach erarbeitet worden waren. Auerbach war ein nach Großbritannien emigrierter Deutscher, der vor der Machtübernahme Hitlers in führender Position beim Gesamtverband der Arbeitnehmer der öffentlichen Betriebe und des Personen- und Warenverkehrs in Berlin tätig gewesen war. Sein Vorschlag, „Ausschüsse für Schichtenpropaganda“ einzurichten, wurde akzeptiert. Zunächst ging es darum, einen Ausschuss ins Leben zu rufen, der sich mit der Planung und Vorbereitung von Propaganda-Aktionen befasste, die sich an Werktätige in Deutschland richteten. Seiner Ansicht nach war die betont sachliche Berichterstattung der BBC nicht geeignet, um den Widerstand der Arbeitnehmerschaft im Deutschen Reich gegen Hitler anzufachen.

### Der Gillies-Ausschuss
William Gillies, Leiter des International Department der Labour Party, setzte, unterstützt durch den Political Intelligence Department (PID), die Gründung eines Propagandaausschusses aus deutschen Sozialdemokraten durch. Als „Advisory Committee“ sollte dieser die Labour Party beraten.
Die Mitglieder des Ausschusses wurden von Gillies selbst ernannt. Ihnen sollten ausschließlich beratende Funktionen zukommen.
Die Leitung des Ausschusses hatten der Arbeitsrechtler Otto Kahn-Freund und die Soziologin Charlotte Lütkens inne. Beide Vertreter der Sopade, Karl Höltermann und Wilhelm Sander zogen sich nach der Benennung von Karl Borromäus Frank als Vertreter von Neu Beginnen aus dem Vorbereitungskreis zurück. Damit verblieben in diesem Gremium ausschließlich Linkssozialisten und unabhängige Sozialisten, wie der Anfang 1940 in den Ausschuss berufene Gewerkschafter Walter Auerbach sowie die Journalisten Fritz Eberhard und Hilde Meisel.
Im Dezember 1939 begann der Gillies-Ausschuss seine Arbeit, indem ein Zeitschriftenarchiv angelegt und Strategien für die Anti-Hitler-Kriegspropaganda erarbeitet wurden. 

### Die Arbeitersendungen im deutschsprachigen Dienst der BBC ab 1940
In den Arbeitersendungen des Londoner Rundfunks der BBC wurden deutsche Hörer nie zu konkreten Widerstandsaktionen aufgerufen. Er verbreitete Nachrichten, die durch Sonderberichte und Kommentare ergänzt wurden und in bewusster Abgrenzung zur nationalsozialistischen Propaganda einer
„Strategie der Wahrheit“ verpflichtet waren. Zwecklügen und Halbwahrheiten kamen nur in Ausnahmefällen vor.
Der Gillies-Ausschuss widersetzte sich dem Aufruf zu Widerstandsaktionen und lehnte das namentliche Auftreten von deutschen Emigranten in Sendungen der BBC ab.
Walter Auerbach bemerkte dazu:
BBC-Sendungen sind Sendungen einer englischen Regierungsinstitution, die nur Alliierten Englands eine gewisse Sendeautonomie läßt. Solange die innerdeutsche Anti-Nazibewegung nicht als Verbündete anerkannt ist, sind deutschsprachige Arbeitersendungen aus London englische Propagandasendungen und werden von den Hörern als solche empfunden. Alle Emigranten, die heute auf ihre Zugehörigkeit zu gewerkschaftlichen Organisationen via BBC sprechen, belasten die Gesamtbewegung bei der überwiegenden Mehrheit der BBC Hörer.
Als Alternative zur BBC entwickelte dieser Kreis Pläne für die Einrichtung eines sogenannten Schwarzsenders mit Fokus auf Anweisungen zu Sabotage und passivem Widerstand.  Außenpolitisch sollten Hitlers Weltherrschaftspläne unterbunden, seine Machtgier und Kriegsorientierung gestoppt und seine Kumpanei mit dem Großkapital entlarvt werden. Trotz grundsätzlicher Kritik wurde Großbritannien durch sein militärisches Engagement als Verbündeter der deutschen Revolutionäre betrachtet. 

### Der Gewerkschaftliche Freiheitsbund gegen das Hakenkreuz
Als organisatorisches Rückgrat des geplanten Senders war eine Institution erforderlich,
die sich als Vertretung aller deutschen Arbeitnehmer in Großbritannien und der ehemaligen deutschen Gewerkschafter verstand.
Darum wurde im Mai 1940 eine Aktionsgemeinschaft mit dem Namen Gewerkschaftlicher Freiheitsbund gegen das Hakenkreuz (GFgH) gegründet.
Im Februar 1941 entstand daraus die Landesgruppe deutscher Gewerkschafter (LDG) in Großbritannien, womit die gewünschte Organisationsform verwirklicht war. 

### Richard Crossman
Im Mai 1940 kam der Labour-Politiker Richard Crossman zum EH, um die
Überwachung der deutschen Sendungen im Londoner Rundfunk der BBC zu unterstützen. Außerdem als Redakteur und Sprecher im BBC Programm tätig.
Crossman war seit 1938 Mitherausgeber der Wochenzeitung New Statesman and Nation, die als linksunabhängig galt, der Labour-Party nahe stand und seit 1931 existierte.
Dieter Nelles, Autor von Widerstand und internationale Solidarität, urteilt wie folgt über Crossman:
Für die aktivistischen deutschen Emigranten im Umfeld des GFgH hätte es keinen besseren Partner auf britischer Seite geben können als den rhetorisch wie intellektuell brillanten Crossman, der für seinen Widerspruchsgeist gegenüber Vorgesetzten nicht nur bekannt, sondern geradezu gefürchtet war.

### Das Labour Broadcasting Comitee (LBC)
Ende Juni 1940 wurde vom britischen Informationsministerium ein Labour Broadcasting Comitee (LBC) gebildet. Den Vorsitz hatte der Gewerkschaftsfunktionär H. W. Adamson von der Transport and General Workers Union (TGWU) inne. Dem deutschen Beirat des Komitees gehörten neben Auerbach auch Eberhard und Waldemar von Knoeringen an.
Das Komitee sollte alle „Arbeitersendungen“ im „Home-, Empire und Overseas’ Service“ der BBC koordinieren. Neben dem deutschen Beirat existierten Sonderausschüsse für die von den Deutschen besetzten Länder, in denen ITF-Mitglieder eine bedeutende Rolle spielten. Sie erwirkten die Freilassung deutscher Emigranten aus britischen Internierungslagern, um ihre Mitwirkung in Rundfunkpropagandasendungen zu ermöglichen. Außerdem wurde eine Liste von Emigranten in Frankreich erstellt, die sich in gleicher Weise für die Mitwirkung eigneten.

### Die Special Operations Executive (SOE)
Am 22. Juli 1940 wurden im britischen Kriegskabinett in der SOE-Charta die Aufgaben der neugegründeten Special Operations Executive (SOE) festgelegt. Überliefert ist die Aufforderung Winston Churchills gegenüber dem damaligen Minister für wirtschaftliche Kriegsführung Hugh Dalton: „Und jetzt setzen Sie Europa in Flammen!“
Dalton, den seine Freunde „Dr. Dynamo“ und seine Gegner „Dirty Digger“ (schmutziger Grabenarbeiter) nannten, galt als energischer und ambitionierter Politiker.
Der Jurist und Finanzexperte gehörte der Labour Party an und lehrte als Professor an der London School of Economics. 1924 zum ersten Mal Labour-Abgeordneter geworden, wurde er später Mitglied im Kabinett verschiedener Regierungen.
Der SOE, die Daltons Ministerium unterstand, kam die Funktion zu, alle Maßnahmen zu koordinieren, die mit Spionage und Sabotage gegen den Feind in Übersee zu tun hatten. 
In Kreisen der britische Regierung setzte sich im Sommer 1940 zunehmend die Auffassung durch, dass der Krieg zu gewinnen war, wenn anstelle unmittelbarer Konfrontation mit deutschen Armeen eine Mischung aus Subversion, Sabotageakten, Blockaden und strategischen Bombardierungen angewendet wurden. Die SOE sollte dabei die Rolle einer vierten Teilstreitkraft (Fourth Arm) übernehmen. Dalton sah Europa in einem Stadium der „permanenten Revolution“ und schlussfolgerte daraus, dass die Bevölkerung bereit sein könnte, sich durch Streiks, Aufstände, Boykotte und Attentate gegen die deutschen Besatzer zu erheben.
Diese Annahme erwies sich als unrealistisch. Der größte Teil der Bevölkerung im besetzten Europa war noch nicht bereit, Widerstand gegen die deutschen Besatzer zu leisten. Auch die meisten sozialistischen Parteien und Gewerkschaften schienen sich einstweilen mit den Verhältnissen abzufinden.
Die SOE bestand aus zwei Abteilungen: Die Abteilung SO2 führte Maßnahmen der Sabotage und Subversion in den vom Feind besetzten Gebieten durch. Sie wurde offiziell 1946 aufgelöst.
Die Abteilung SO1 war für Propaganda zuständig, insbesondere für die vorher von EH betriebene verdeckte und „schwarze“ Propaganda. Die „weiße“ Propaganda wurde ganz offiziell von der BBC weitergeführt.
Gegen den heftigen Widerstand des Außenministeriums setzte Dalton die Ernennung Richard Crossmans zum Leiter der deutschen Abteilung von SO1 durch. Damit waren die Voraussetzungen zur Einrichtung eines Geheimsenders in deutscher Sprache gegeben, um revolutionäre Propaganda betreiben zu können. Mit dem Sender der Europäischen Revolution wurde dieses Vorhaben schon einige Monate später realisiert.
Ende Mai 1940 war der erste Schwarzsender „Hier spricht Deutschland“ auf britischem Boden errichtet worden. Er wandte sich an die Zielgruppe des national und konservativ gesinnten deutschen Bürgertums. Das Konzept dieses Senders hatten der deutsche Zentrumspolitiker Carl Spiecker und der britischen Journalisten Frederic Amandus Voigt entwickelt. Letzterer wurde von EH mit der Sendeleitung betraut.
Nachdem der SOE grundsätzlich zur Gründung eines Arbeitersenders entschlossen war, wurden die Planungen rasch konkret und ein dafür passendes propagandistisches und ideologisches Konzept zwischen Crossman, Eberhard sowie Waldemar von Knoeringen und Paul Anderson abgestimmt.
Weitere Mitglieder von Neu Beginnen, wie Walter Auerbach, Otto Kahn-Freund und Hilde Meisel wurden zu den Beratungen hinzugezogen.

### Das Sendeteam
Das Sendeteam lebte und arbeitete in einem abgelegenen Landhauskomplex nördlich
von London und bestand zunächst aus Paul und Evelyn Anderson, Knoeringen und Eberhard. Im Herbst 1941 kamen Richard Löwenthal und Karl Anders hinzu, als die Andersons aus dem Team ausschieden. Bis auf Eberhard gehörten alle festen Mitarbeiter Neu Beginnen an.
Enge Kontakte bestanden zu dem Kreis um Auerbach, Kahn-Freund und Meisel, der seit Oktober 1940 allwöchentlich mit Crossman zusammentraf. „Crossman legt großen Wert darauf Dich und einige andere jeden Mittwoch zu sehen“, schrieb Eberhard am 14. Oktober 1940 an Auerbach. Die Mitarbeiter des Senders hatten einen erstaunlichen journalistischen Freiraum. Eine Zensur fand nicht statt. Crossman wurde von seinen deutschen Mitarbeitern nicht als „Aufpasser oder Zensor begriffen, sondern im Gegenteil als Freund, Berater und Schutzherr“. Auch auf der Ebene des Informationszugangs besaß die Redaktion des SER Privilegien, wie sie später kein Mitarbeiterstab eines Geheimsenders oder die deutschen Mitarbeiter der BBC erhielten.
Sie hatten nicht nur regelmäßigen Zugang zu allen erhältlichen deutschen 
Zeitungen und Zeitschriften, sondern bekamen die tägliche Ausgabe des BBC-Monitoring Service (Abhördienst) zu sehen, darüber hinaus vermittelte Crossman auch den Zugang zu Geheimdienstberichten.